# Ngựa Anglo-Arab

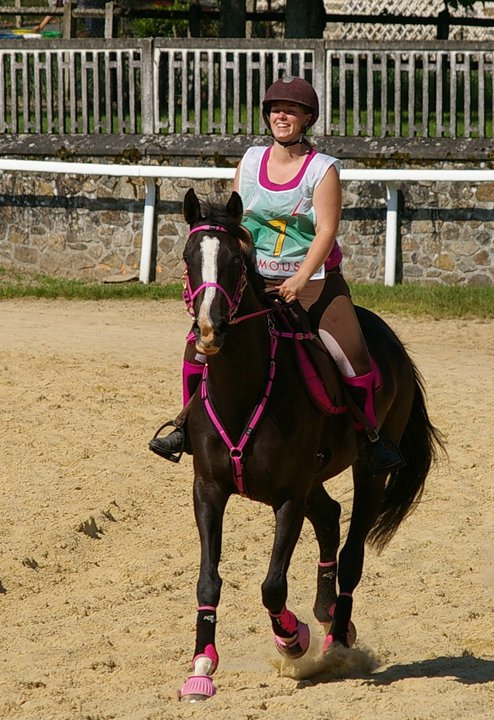
Một con ngựa Ănglê-Ảrập đang trong giai đoạn luyện tập

Ngựa Ănglô-Ảrập hay Anglo-Arab hay còn gọi là Ănglê-Ảrập là một giống ngựa có nguồn gốc từ nước Pháp, chúng được hình thành bằng sự lai tạo giữa giống ngựa Thuần Chủng của Anh (Thoroughbred) với ngựa Ả rập và được công nhận là một giống riêng với từ ghép gồm tiền tố "Anglo", trong tiếng Pháp là Anglais hay Ăng-lê, chỉ về giống ngựa từ Anh và hậu tố Ả rập là giống ngựa Ả rập.
Phép lai tạo này có thể là từ ngựa đực giống Thuần Chủng với ngựa nái Ả rập hoặc ngược lại. Trong trường hợp không có sự tạp giao thì một con ngựa phải có tối thiểu 12,5% máu Ả Rập được coi là một Anglo-Ả Rập. Pháp là một trong những nhà sản xuất lớn nhất của giống ngựa Anglo-Ả-rập. Họ cũng đã đem giống ngựa này du nhập vào Việt Nam từ sớm phục vụ cho những cuộc đua ngựa ở trường đua Phú Thọ.

## Tổng quan

### Lịch sử
Các dấu vết của giống ngựa Pháp Anglo-Arab bắt đầu từ hai con ngựa giống Ả Rập là Massoud và Aslam trong đó có một con ngựa "Thổ Nhĩ Kỳ" có thể là của Turkoman đã tuyệt chủng hoặc giống "Turkmene" (ngựa Thiên Mã từ Tây Vực). Những con ngựa này ở Syria sau đó đã được lai với một bộ ba của ngựa Thuần Chủng Thoroughbred, cụ thể, con ngựa nái COMUS, các con ngựa Selim, và Daer. Một vài năm sau đó, ba con ngựa cái con của chúng là Clovis, Danae, và Delphine hình thành nền tảng của chương trình nhân giống Anglo-Ả Rập của Pháp.
Trang trại nhân giống của chương trình gây giống Anglo-Arab, Pompadou Anglo-Arab Stud, nằm ở Arnac-Pompadour, một xã phụ cận của Corrèze, nơi trung tâm của Pháp, quê hương nổi tiếng Château de Pompadour. Ngoài ra, khu vực này phục vụ như là trụ sở đăng ký ngựa giống của Pháp. Anglo-Ả Rập sở hữu một trong những sách chỉ đăng ký giống ngựa lâu đời nhất của Pháp, và cùng với ngựa Selle Français, giống ngựa thể thao hàng đầu của đất nước này, vẫn còn mang dấu ấn của sự ảnh hưởng Anglo-Arab một cách đáng kể.
Trong quá khứ, những con ngựa Anglo-Arab đã được sử dụng cho mục đích quân sự. Tuy nhiên, hiện nay, nghề nghiệp nổi bật nhất của nó là của một con ngựa phục vụ cho môn cưỡi ngựa thông dụng, thể thao ngựa và phục vụ cho những cuộc đua ngựa. Giống ngựa này không có khả năng phù hợp cho những cuộc trình diễn sự kiện (eventing), do khả năng chịu đựng, tốc độ và khả năng nhảy của chúng không nhuyễn. Tại Hoa Kỳ, ngựa Anglo-Ả Rập được coi là một "phần lai" của ngựa Arabian và, do đó, được đăng ký trong vòng một phần riêng biệt của Hiệp hội ngựa Ả Rập.

### Đặc điểm

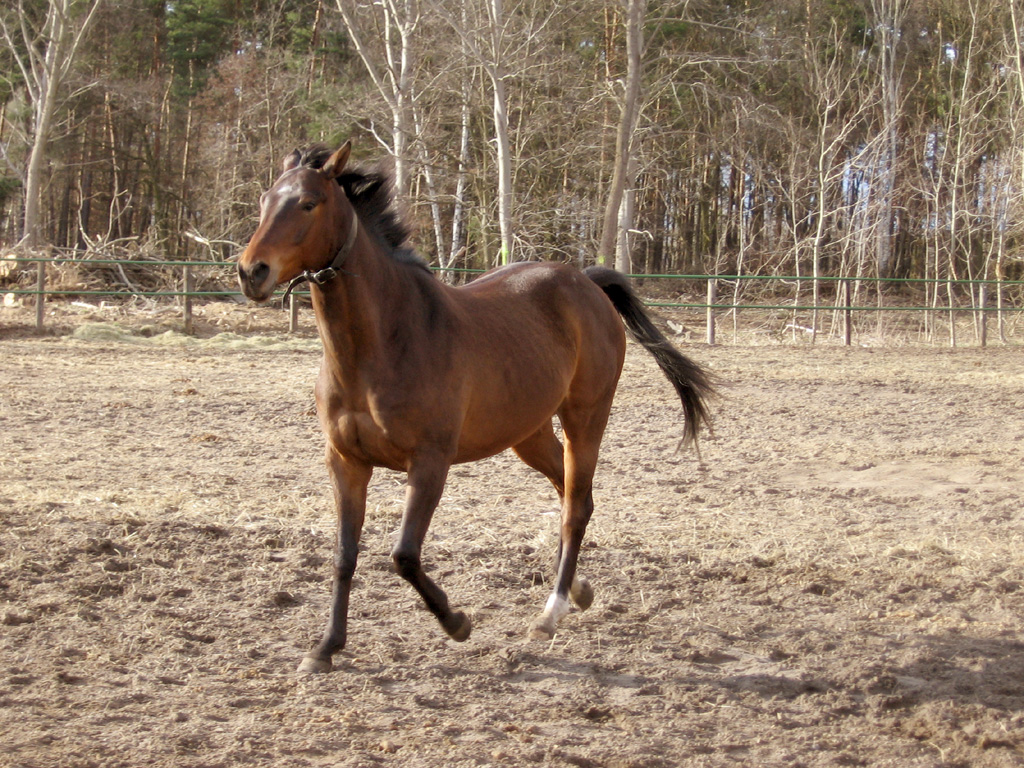
Tổng thể một con ngựa Anh-Ảrập

Giống như một kết quả của phép lai khác nhau mà có thể sản xuất mọtcon Anglo-Ả Rập, kích thước và hình dáng có thể thay đổi đáng kể. Tuy nhiên, trên mức trung bình, một con ngựa Anglo-Ả Rập là nhỉnh một chút cao hơn so với chỉ số trung bình của ngựa Ả Rập và các loại hơi ít tinh chế. Những con ngựa lớn nhất thường được sản xuất bằng cách nuôi một con ngựa thuần chủng để phối với một con ngựa Ả Rập. Các ví dụ tốt nhất của giống này thừa hưởng những tinh tế, xương tốt, và sức chịu đựng của Ả Rập, cũng như tốc độ và sức mạnh của Thoroughbred.
Ngựa Anglo-Ả Rập trung bình có chiều cao từ 15,2-16,3 (62-67 inches, 157–170 cm). Những màu sắc phổ biến nhất của chúng là màu hồng (hạt dẻ), đạm (đôi khi được gọi là "nâu") hoặc màu xám. Các lý tưởng về giống là cho một con ngựa để có dáng tương tự như mạnh mẽ hơn Ả Rập, mặc dù chúng không nên trông hoàn toàn giống như hoặc là một Thoroughbred hoặc Ả Rập. Chúng có một cái cổ dài, vai nhô cao, cơ thể nhỏ gọn và mạnh mẽ (chắc chắn hơn so với Thoroughbred), ngực sâu, và xương vững chắc. Ngựa Anglo-Ả Rập nên có đầu nhỏ, tốt, tương tự như mọtcon Ả Rập, nhưng không nên quá lép trong cấu trúc. 

## Tại Việt Nam

### Du nhập

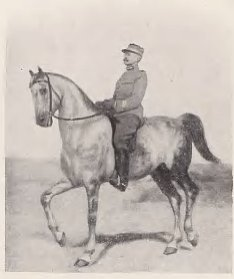
Lịch sử của giống ngựa Ăng lê Ả rập

Năm 1906, thương gia người Pháp Jean Duclos đem loại hình đua ngựa từ quê nhà sang kinh doanh. Ông ta mang tám con ngựa giống ngựa Ả rập tốt mã, lớn con, chạy đua giỏi đến vùng đất Sài Gòn-Chợ Lớn, tổ chức đua. Trò đua ngựa của Duclos đã tạo cơn sốt khi có gần 200 cuộc đua chỉ trong vòng nửa năm, mang về cho thương gia này rất nhiều tiền. Cho đến những năm 60, trường đua Phú Thọ có khoảng 200 ngựa đua chính hiệu với nhiều lượt đua, nhưng vẫn không đáp ứng được nhu cầu. Để duy trì hoạt động hàng tuần, người ta phải thuê thêm ngựa cỏ kéo xe ở các nơi để tổ chức cho đủ 10-12 ngựa mỗi đợt Từ đây giống ngựa này bắt đầu biết đến ở Việt Nam.
Hơn 60 năm trước, dân Hóc Môn đã có ngựa đua lai ĂngLê lai Á Rập, to khỏe không thua gì ngựa đua chính gốc. Mỗi con ngựa nhập nguyên giống vào Việt Nam, giá không thua gì một chiếc xe hơi đời mới, sang nhất bây giờ. Ngựa lai này có giá còn cao hơn ngựa Ả Rập thuần chủng. Nhờ nó thuận với phong thổ, nuôi đem ra trường Phú Thọ mới hợp thời tiết xứ nóng ẩm. Con ngựa đầu tiên có một cá nhân ở Hóc Môn sở hữu là con Xích Thú, mua năm 1963, lúc mua chỉ 17.000 đồng, hai năm sau Xích Thú thắng trong một giải đua, giá của nó đã vọt đến 100.000 đồng, tương đương một chiếc xe hơi thời đó.
Vùng Xuân Thới Thượng, Xuân Thới Sơn huyện Hóc Môn từng nổi tiếng với nghề nuôi ngựa đua khi trường đua Phú Thọ còn hoạt động. Vùng nghĩa trang Bình Hưng Hòa A ở quận Bình Tân và vùng Đức Hòa của Long An, Đức Hòa từng một thời là thủ phủ ngựa đua. Nhiều làng nuôi ngựa đua nổi danh như Đức Hòa Thượng, Đức Lập Thượng, Đức Lập Hạ, Hòa Khánh Đông. Xã Đức Hòa Thượng, huyện Đức Hòa, tỉnh Long An vốn là nơi có số ngựa đua đẹp và nhiều nhất của huyện cũng như so với các vùng nuôi ngựa lân cận Hóc Môn, Củ Chi. Đây là giống ngựa của Pháp nuôi dưỡng, thuần chủng chịu được khí hậu, sinh sản được. Thời kỳ hưng thịnh, có lúc, số ngựa đua lên đến 1.200 con. Lúc cao điểm lên đến vài ngàn con
Những giống ngựa còn lại ở Đức Hòa đều là ngựa quý, được nhập từ Pháp những năm đầu thế kỷ trước. Hơn một trăm năm nuôi, thuần hóa, ngựa đã quen thổ nhưỡng, khí hậu và là giống gien rất quý. Từ bộ gien nhập thành bộ gien thuần chủng, có thể gọi giống ngựa ở đây là giống nội địa. Ngựa có thể lực lớn, tốc độ cao sau đó còn lai với những chú ngựa Anh, ngựa Ả-Rập, ngựa Tây Ban Nha, ngựa cái để phối giống Ngựa đua phải giống F1, F2 mới có kết quả. Nuôi được ngựa đẻ lại càng khó hơn. Ba triệu đồng một "mũi" thụ tinh cho ngựa. Bơm xong lấy tiền, kết quả được hay không được không chịu trách nhiệm

### Huấn luyện

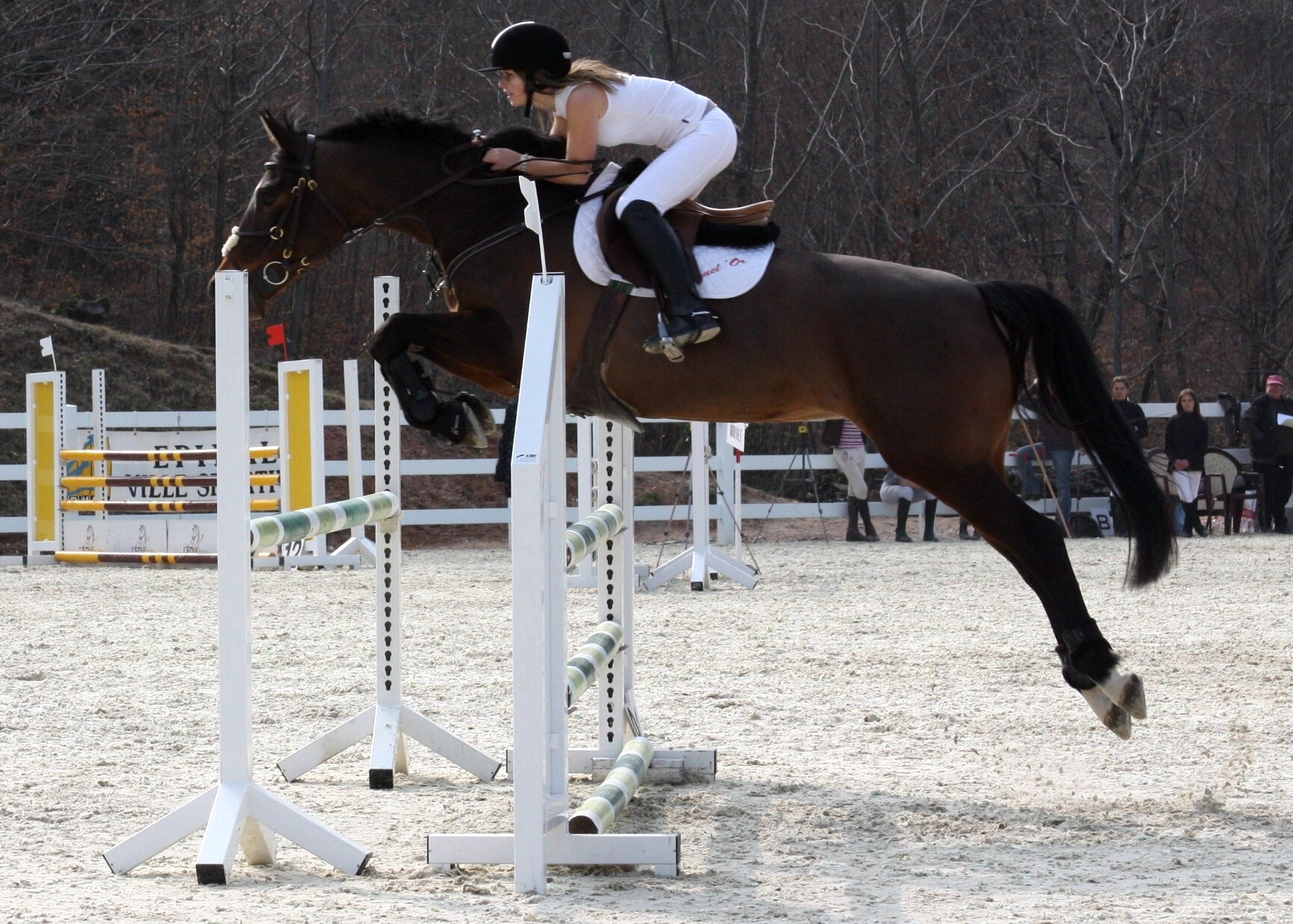
Một con ngựa Ăng lê Ả rập đang nhảy rào

Việc chăm sóc, thuần dưỡng một con ngựa đua là một kỳ công nghệ thuật. Ngoài chế độ ăn uống, vệ sinh nghiêm ngặt, ngựa còn phải được tập luyện thường xuyên. Một con ngựa, chỉ cần đoạt vài giải nhất là người ta săn lùng mua ráo riết. Có khi cả trăm cây vàng một con cũng mua Nếu ngựa tốt, ngựa khoẻ, nhưng huấn luyện không giỏi, thì cũng chỉ làm ngựa kéo hay ngựa thịt. Huấn luyện giỏi, ngựa đua mới có thể tuyệt đối trung thành, tuân theo mệnh lệnh của chủ, khi ra đường đua không chỉ nhanh, mạnh, dai sức, mà còn có tác phong đẹp, dũng mãnh, một chú ngựa có tốt hay không, được đánh giá theo 3 yếu tố là ngoại hình, nài ngựa và quan trọng nhất là tài năng chú ngựa thể hiện trong quá trình tập duyệt trước ngày đua.
Để nuôi được con ngựa đua không phải dễ dàng. Buổi sáng phải cho ngựa đi vợt sương, chiều cho đi vợt nắng. Nuôi ngựa đua giống như nuôi vận động viên, phải quần thường xuyên ngựa mới có sức khỏe, mới sung, để những bộ vó ngựa thật vững và khỏe còn cho ngựa dợt nước thường xuyên. Không phải một sớm, một chiều hướng dẫn là nuôi được ngựa. Nếu thuê chuyên gia nước ngoài về hướng dẫn nuôi ngựa thì số tiền phải trả cho họ rất lớn Để có một con ngựa đua tốt, ngoài đam mê, người nuôi phải có kiên thức, kinh nghiệm. Để ngựa đua khỏe và bền, ngoài chế độ ăn uống, mỗi người có một bí quyết riêng ngoài những bài tập phổ thông như rèn chạy trên các loại địa hình, từ nền cứng, đất cát đến bùn nhão. Ngựa nuôi cũng phải mất ba đến bốn năm mới thi đấu. 

### Chế độ ăn

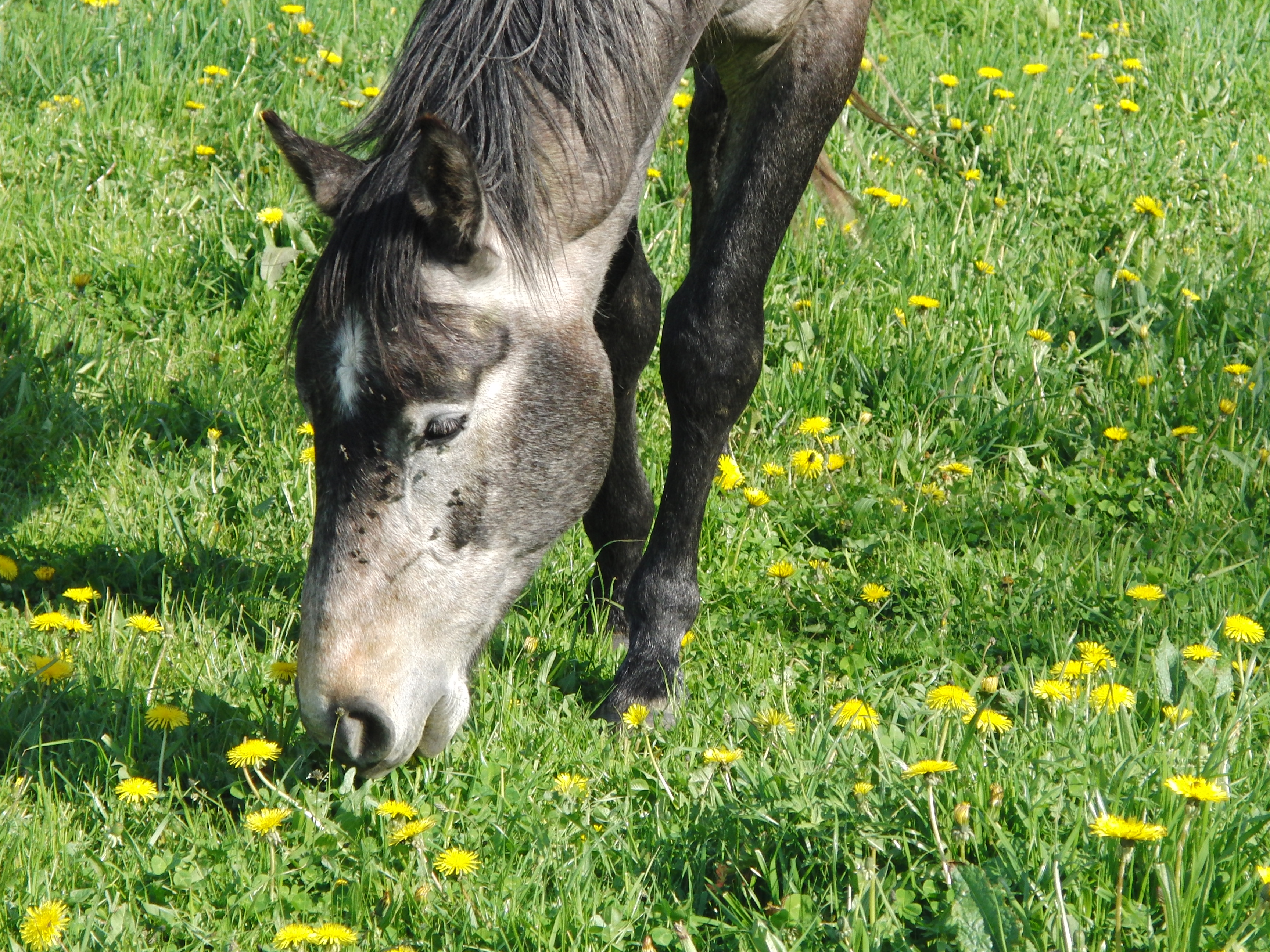
Ngụa Ăng lo Ả rập có chế độ ăn rất cao

Những con ngựa đua thuộc giống Ăngle Ảrập này ở Việt Nam khi đua được chăm sóc kỹ càng. Nghề nuôi này khá tốn kém tiền bạc, công sức. Bởi khẩu phần ăn của ngựa đua gồm cỏ, lúa, đậu nành, trứng gà sống và các loại thuốc bổ. Đặc biệt, so với ngựa thường, ngựa đua được cho ăn nhiều lúa hơn cỏ. Thông thường, một con ngựa thường ăn hết 1 đến hơn 1 dạ lúa (50 kg) trong vòng nửa tháng thì ngựa đua chừng 2 ngày hết 1 dạ. Ngay từ khi mới được 4 tháng, ngựa đua đã phải được cho ăn lúa để giúp xương cứng chắc, nếu không xương xốp, dễ bị gãy khi đua người nuôi phải dọn phân, cắt cỏ, tiếp nước.
Bình quân, một con ngựa trưởng thành mỗi ngày ăn 10 kg thóc, cùng cả gánh cỏ, chưa kể phải bồi bổ thêm đậu xanh, đỗ tương. Mỗi ngày tốn 20 kg lúa chưa tính đến cỏ cắt ngoài đồng cho ngựa ăn. Ngày trước ngựa toàn ăn thóc với gạo, mỗi ngày chúng ăn cả chục kg, ngốn hết vài trăm ngàn. Hằng ngày cho ngựa ăn cỏ, lúa, chuối sứ và vẫn cho uống thuốc phòng bệnh, với chi phí 3 triệu đồng/con, so với 5 triệu đồng khi ngựa còn đua. Hằng tháng, chi phí cho bầy ngựa mất khoảng 20 triệu đồng. Vào những năm ngựa còn tung vó trên trường đua thì chúng được ăn lúa nhiều hơn và được chăm sóc rất kỹ. Còn kinh tế khó khăn những người nuôi ngựa chỉ muốn giữ lại cái nghề một thời, nên những con ngựa ngày xưa thay vì ăn lúa nay chuyển sang ăn cỏ ăn nhiều lúa nhưng nay chúng phải ăn cỏ nhiều hơn Chục con ngựa nuôi ngày mất nửa tạ thóc. Đó là nuôi cầm chừng.
Hiện nay số ngựa đua ở Việt Nam đã bị làm thịt gần hết vì không đủ kinh phí nuôi nhốt. Đàn ngựa còn lại được thả ngoài đồng, ăn hết bãi cỏ này ông lại dong chúng tới bãi cỏ khác. Mỗi ngày, chỉ cho chúng ăn một ít lúa. Cỏ ở nghĩa trang không thiếu, nếu cần đi cắt một buổi là có cả xe ba gác đầy lắc lư, đàn ngựa ăn 3 ngày mới hết. Nhưng ngựa ăn cỏ không thì gầy trơ xương, nhai cỏ cho đỡ buồn miệng thôi, cái chính vẫn phải ăn lúa, gạo, món ăn mới cho bầy ngựa, vừa ngon lại rẻ là đến các cơ sở chế biến giá đỗ thu gom vỏ. Mỗi bao vỏ giá gần 10 nghìn đồng, một con ngựa nhai cả ngày lẫn đêm hết hai bao, chỉ bằng một phần giá lúa

### Tuấn mã

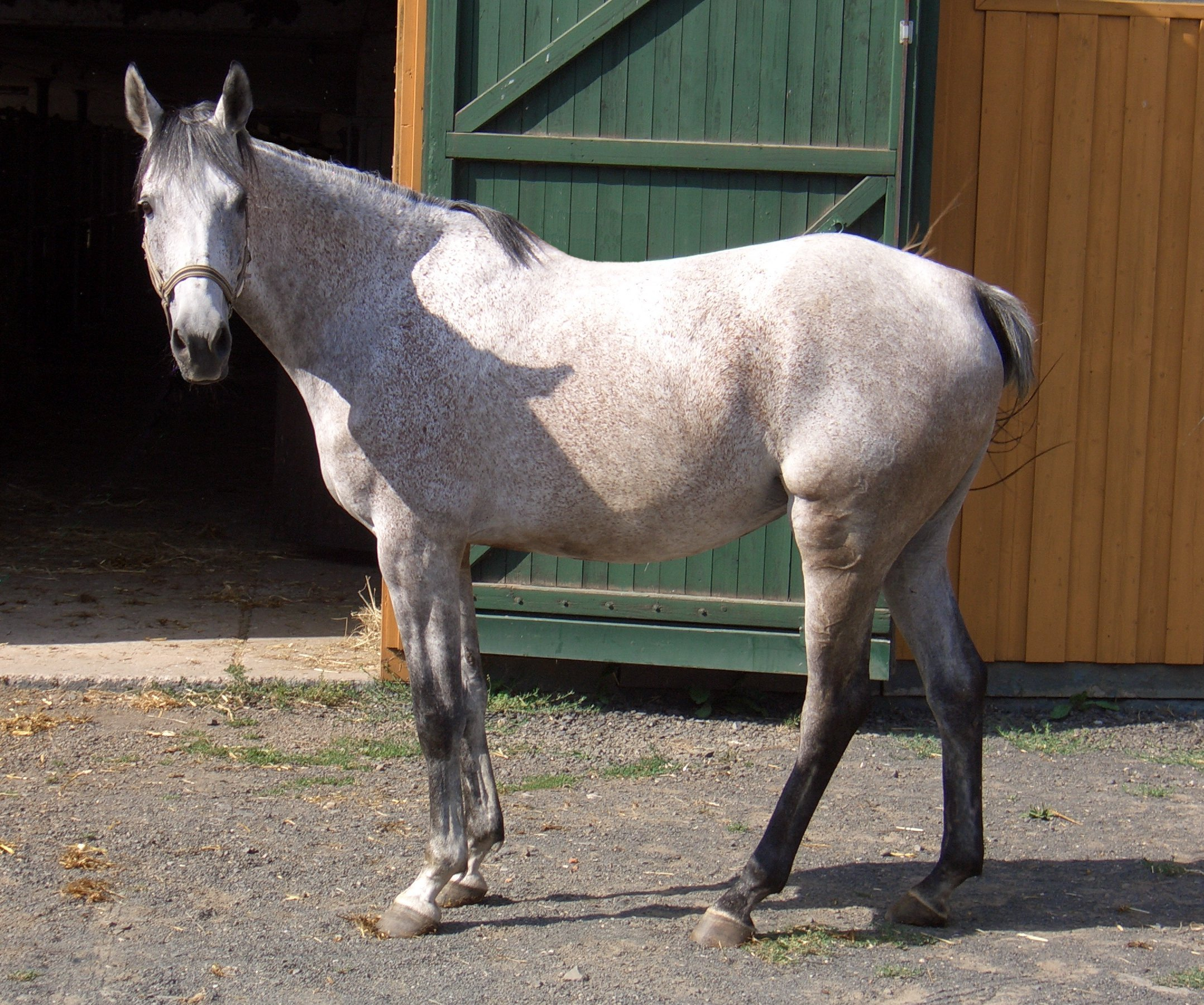
Một con ngựa Ăn lê Ả rập lông trắng mốc

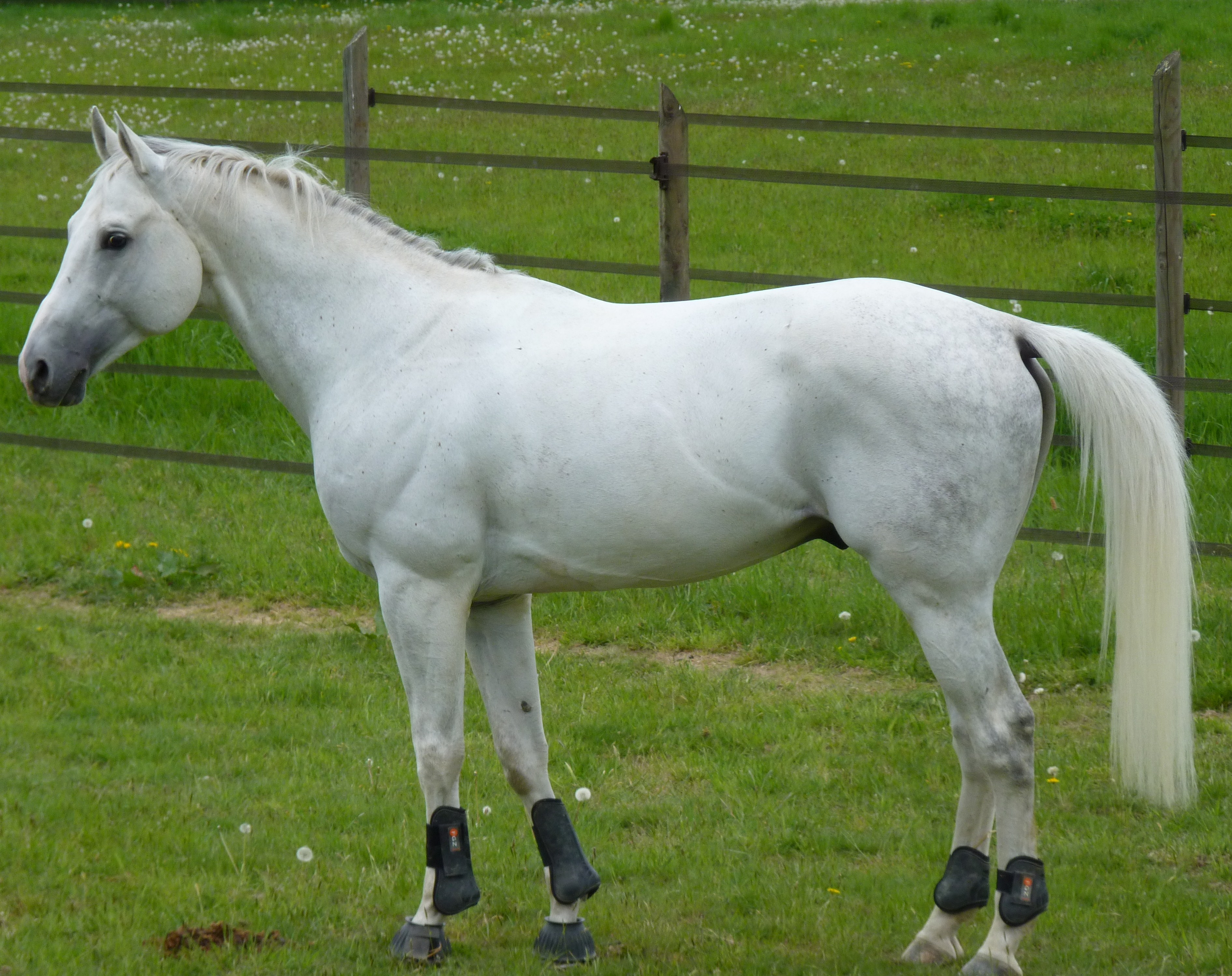
Một con ngựa Ăng lê Ả rập tốt tướng

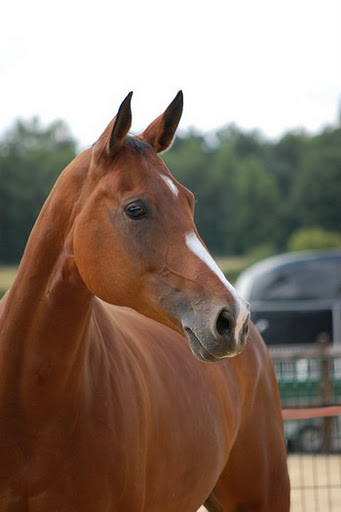
Một con tuấn mã

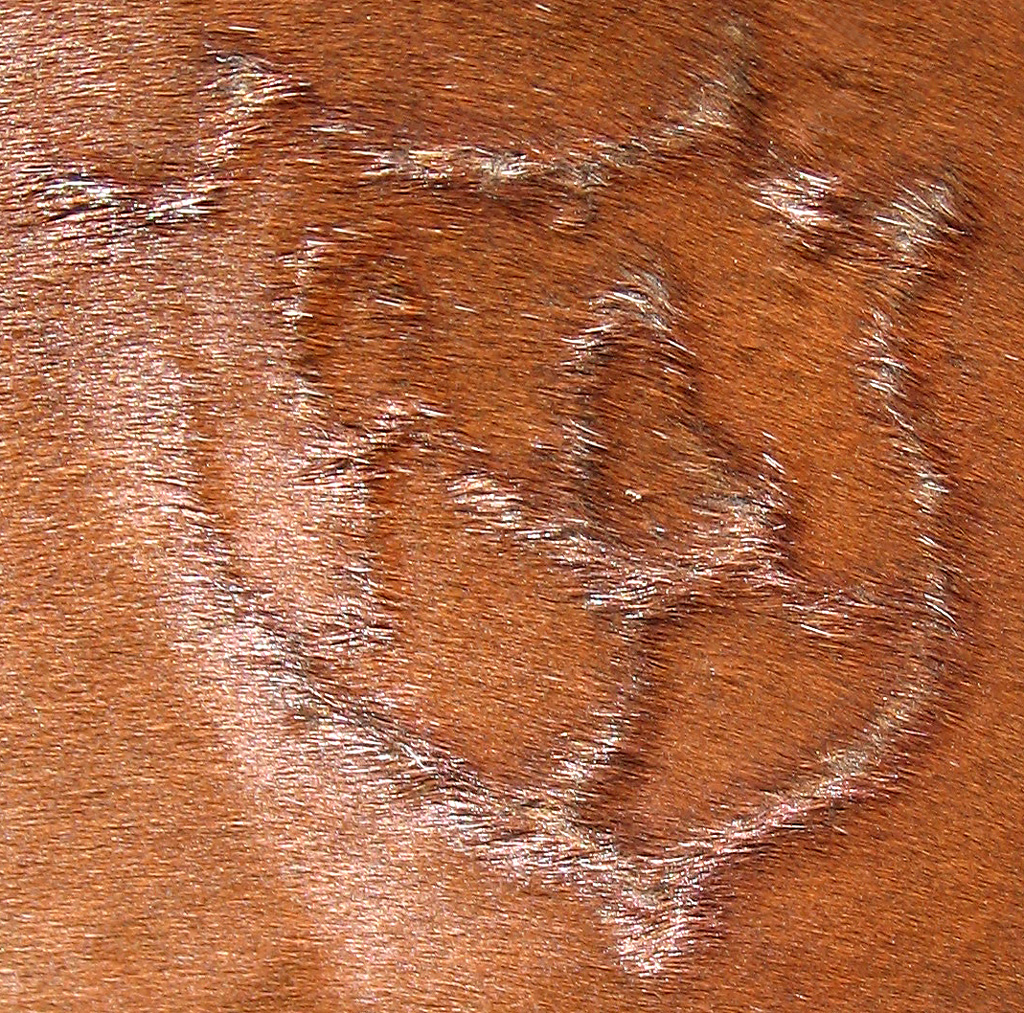
Một dấu ngựa làm chứng của giống thuần chủng

Một con ngựa đua thường được lựa chọn rất gắt gao, phải chọn dòng, chọn giống, lý lịch phả hệ kỹ càng. Nếu ngựa cha, mẹ có tốt; ngựa con đẻ ra mới là ngựa đua bản lĩnh. Ngựa 3-4 tuổi là có thể đưa đi đua. Nếu chăm sóc tốt, ngựa có thể đua trong thời gian khoảng 15 năm. Vòng đời của ngựa có thể kéo dài tới 30 năm, nên sau khi hết tuổi đua, những con ngựa tốt được dùng để nhân giống Ngựa đua cũng được đăng ký làm giấy khai sinh, đầy đủ thông tin chi tiết như tên, năm sinh, giới tính, màu lông, đặc điểm nhận dạng, tên ngựa cha mẹ, tên chủ nuôi. Giấy khai sinh đối với một chú ngựa đua rất quan trọng, vì nếu không có nó, chú ngựa sẽ không được phép tham sự các cuộc đua ở trường đua Phú Thọ.
Tên ngựa đua khi ra trường đua cũng không được trùng nhau. Nếu trùng, sẽ phải làm lại giấy khai sinh khá phiền phức. Hầu hết chủ ngựa khi đặt tên ngựa sẽ dựa vào sở thích, hay gửi gắm vào đó một thông điệp, khát vọng. Có những chủ ngựa thích đặt theo tên người nổi tiếng trong bóng đá, diễn viên, ca sĩ, phim kiếm hiệp như Lục Tiểu Phục, Mai Trinh, Êlizabet Những cái tên rất đẹp, sang trọng đặt cho ngựa, Đặt tên cho nó dựa vào ngoại hình, khả năng đua của nó và dựa vào tình cảm của người chủ dành cho nó Lịch sử trường đua Phú Thọ chứng kiến nhiều thế hệ ngựa đua kiệt xuất. Chú ngựa thắng trên đường đua, không chỉ đem về vinh quang cho người chủ, mà còn thêm một khoản tiền lớn. Ngoài tiền thắng giải, tiền cá độ thu về lớn hơn gấp nhiều lần
Có những con ngựa thuộc giống Ăng lê lai Ả rập và lai với các giống khác từng nức tiếng trên trường đua như con chiến mã Phương Đông, từng 13 lần đoạt giải nhất, đoạt cúp ở trường đua Phú Thọ, ngoài con Phương Đông và những chiến mã từng đoạt giải, lừng danh trong làng ngựa đua Sài Gòn như: Xích Tu Long, Mai Linh, Lục Tiểu Phụng, Long Trường Vân là giống ngựa tạo ra bằng cách cho lai giống giữa ngựa bản địa, là loại ngựa kéo có sức khỏe dẻo dai với giống ngựa to khỏe của Châu Âu. Một con ngựa đua nổi tiếng với tên Nữ Tài giành được nhiều giải, con nữ hoàng Xinh Xinh Hoa đang trên đường từ chuồng đến Trường đua Phú Thọ đã bị tạt axít đậm đặc vào đầu, không ít tuấn mã làm dậy sóng trường đua, khi chết già, người ta không nỡ mổ thịt mà chôn cất trong vườn nhà như con Lữ Bố của ông Chín Xèng đoạt quán quân 48 lần, Ô Điểu của ông Út Bẩm; Lipasinette của ông Dương Hạo Tôn; France Vedé của ông Tộ hay cặp ngựa nổi tiếng Trúc Hương và Mỹ Phương, ngày xưa nổi tiếng ở trường đua
Trong đó con ngựa Thoại Lang được xem là con ngựa thần mã vì chưa có một con ngựa nào có thể thắng được con ngựa đó trong các cuộc đua, Việt Nam có những con ngựa đua khá tốt khi phối giống của những con ngựa do nữ hoàng Anh tặng Nhưng trong hàng trăm chiến mã từng được vinh danh, cái tên "thần mã" Thoại Lang vẫn được tôn sùng vị trí số 1, trở thành huyền thoại trong ký ức người đua ngựa. Sở dĩ được phong Thần mã vì trong giai đoạn từ năm 1967-1974, Thoại Lang đã giành được 114 giải nhất và sáu lần vô địch đại hội. Có một giai thoại kỳ lạ là trừ ngựa cùng chủ ra, bất cứ con ngựa nào từng thắng Thoại Lang thì sau đó đều bị thương, chết hoặc nếu không thì ra trường đua cũng dở chứng không chịu đua
Thoại Lang là một con ngựa cái, được đặt theo tên Pháp Tina. Tina là một chú ngựa cái mang 2 dòng máu, mẹ là giống ngựa cỏ Việt Nam nhưng cha là ngựa đua từ Pháp (ngựa Ăng lê Ả rập). Sự kết hợp ngẫu nhiên ấy cho ra đời chú ngựa con Tina, lông màu cánh dán, dáng vẻ mỹ miều nhưng tính khí và thần thái khác thường. Khoảng thời gian những năm 1970 đến cuối năm 1974, cái tên Thoại Lang liên tục được xướng tên trên đài chiến thắng. Với những con ngựa cùng hạng, Thoại Lang gần như không có đối thủ. Thành tích 141 trận thắng từ khi cất vó trên trường đua Phú Thọ, Thoại Lang được người trong giới phong là "thần mã". Không phải cứ con ngựa nào thắng nhiều, thắng liên tục cũng được phong là "thần mã", mà tước hiệu ấy kèm theo đó còn rất nhiều yếu tố mà chỉ người trong giới đua ngựa biết với nhau.
Trong cuộc đời của Thoại Lang cũng có vài lần gặp thất bại khi gặp những đối thủ không kém tài cũng đã để lại tên tuổi lừng lẫy như Ti Ti, Thuận Hùng hay Anh Phong. Con Thuận Hùng và Anh Phong ăn được Thoại Lang một trận nhưng sau trận đó về nhà đổ bệnh mà chết. Còn con Ti Ti cũng bị "ngựa chứng" cứ ra đến trường đua là đứng im chẳng buồn nhấc vó. Những hiện tượng lạ đó càng khiến người chơi ngựa tin rằng Thoại Lang là thần mã. mỗi khi đứng trước vạch xuất phát, Thoại Lang đứng trước rào chắn nhưng mắt không nhìn thẳng mà lúc nào cũng nghếch liếc cờ lệnh. Vì vậy, cứ hễ cờ lệnh phất là Thoại Lang luôn bắt được nhịp mà vọt lên dẫn đầu.
Ở thời điểm ấy, tên của Thoại Lang mỗi lần thắng trận lại tràn ngập trên mặt báo, nếu xét về số lần ăn giải nhất trong các cuộc đua thì Thoại Lang được ca tụng là nhất thế giới. Sau 4 năm làm điên đảo trên đường đua, vào năm 1974, Thoại Lang ra đường đua mang theo số chì nặng 72 kg. Sức khỏe giảm sút nhưng Thoại Lang vẫn được ra thi đấu. Giành chiến thắng thuyết phục nhưng Thoại Lang đã phải trả giá quá đắt đó là bị trật khớp xương và mãi mãi không thể còn bước ra trường đua được nữa. Năm 1975, trường đua Phú Thọ đóng cửa. Thoại Lang sau khi nghỉ đua đã sinh được một lứa con rồi chết vào năm 1977. Chú ngựa con của Thoại Lang về sau được bán cho một người nông dân ở Tây Ninh để phục vụ kéo xe. Về sau, con của Thoại Lang sinh được 2 lứa nhưng một con chết bệnh, một con chết đuối. Dòng giống của "thần mã" cũng vì thế mà không còn nữa.
Những chú ngựa vô địch còn lại của trường đua Phú Thọ là những ngựa đua còn sót lại tại trang trại của ông Baudron Jeans Yuer (người Pháp gốc Việt), xã Xuân Thới Sơn, Hóc Môn, là những chú ngựa vô địch trong các cuộc đua tại trường đua Phú Thọ, những con tuấn mã này tung hoành trên đường đua và mang vinh quang về cho chủ nhân của mình do sở hữu được hậu duệ của chú ngựa vô địch nước Anh được Nữ hoàng ban tặng ông Baudron Jeans Yuer mang tất cả những chú ngựa tốt nhất từ Pháp về Việt Nam và những chú ngựa này là những nhà vô địch Còn con Nobel cùng với con Ansaphire là hai tuấn mã vô địch Việt Nam ở thời điểm này vì Nobel và Ansaphire đều là dòng dõi của Vang và Khứu là hai con ngựa Hoàng gia Anh tặng chú ngựa bố là một nhà vô địch thặng thừa. Con Ansaphire mới đua được năm trận thì trường đua đóng cửa, với kết quả bốn trận về nhất và một trận về nhì. Nobel cũng thắng rất nhiều giải trước đó
Hiện trại ngựa Sáu Hòa ở Tây Ninh cũng có những chiến mã sở hữu thân hình tuyệt mỹ, nước phi như cơn gió thoảng, những chú ngựa cao to, có bộ lông rất đẹp, từng một thời làm nức lòng dân đua ngựa như: Nữ Phi Mai, Việt Anh, Triệu Vy, Hạnh Nguyên, Tường Vy, Carino, Hugo. Trong số những này hiện nay một số đang mang thai hoặc đã sinh hậu duệ 2-3 năm tuổi và cao từ 1,2-1,4 m. Tổng số đàn ngựa đua của trại là trên 30 con, tất cả đều thuộc hàng quý được lai từ giống ngựa của Hoàng gia Anh, trị giá hàng tỷ đồng. Riêng con ngựa đua Tường Vy với giá 100 triệu đồng. Còn hậu duệ của hai chiến mã Tường Vy và Hugo có giá 40 triệu đồng Chuồng ngựa được đầu tư xây dựng kiên cố. Trong mỗi chuồng đều có máng cỏ, máng nước, có đèn thắp sáng, trên nền lót rơm. Sau một buổi đi ăn cỏ ngoài đồng, các chú ngựa vừa được đưa trở về chuồng để nghỉ ngơi, uống nước. Để đảm bảo lương thực và sức khoẻ cho đàn ngựa, dành ra 0,5 ha đất trồng loại cỏ có dinh dưỡng cao, chuyên dùng cho ngựa ăn. Mùa mưa thì tận dụng cỏ mọc tự nhiên và mua thêm xác đậu nành.

### Thực trạng

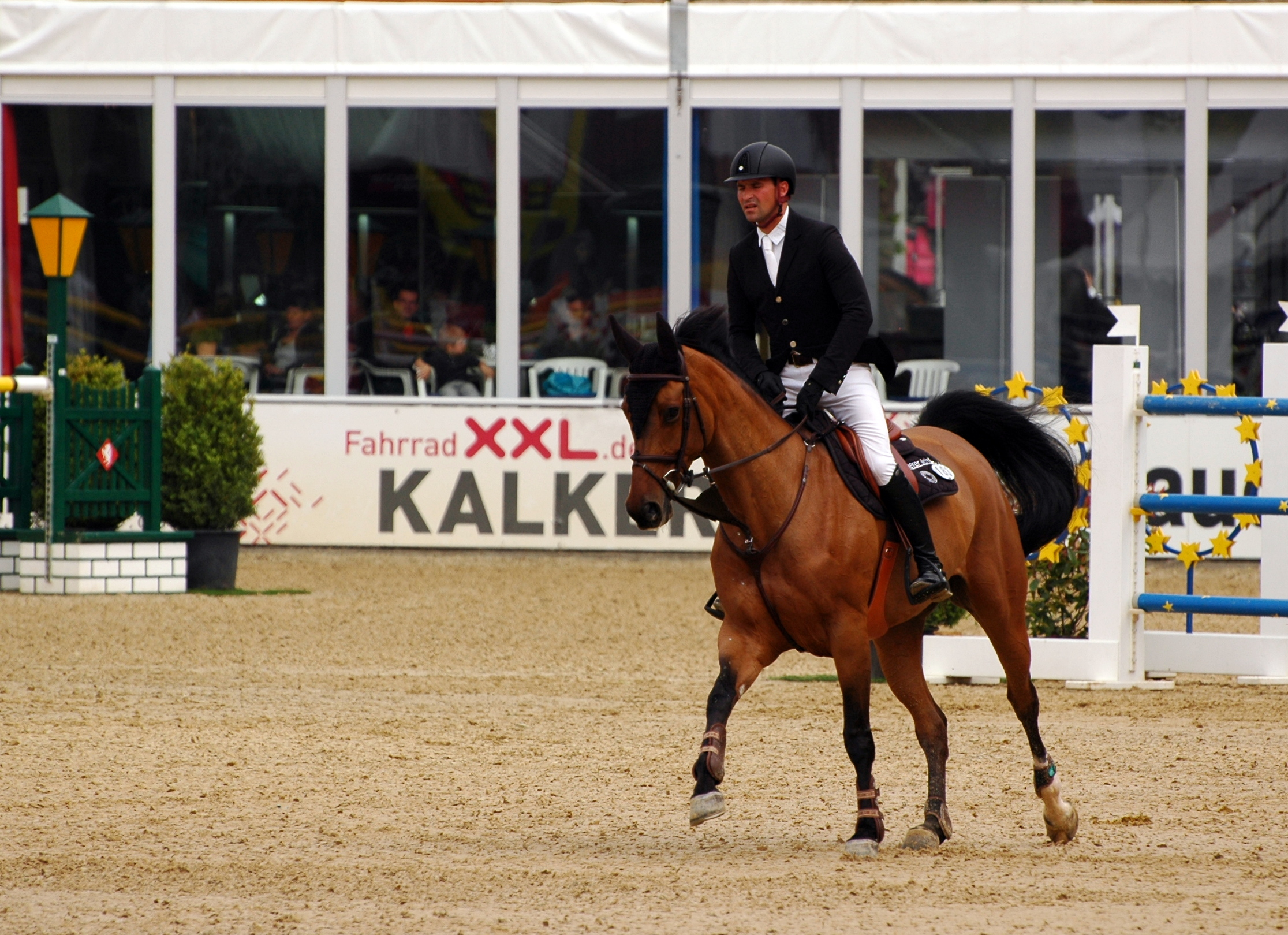
Một con ngựa Ăng lô Ả rập trên đường đua

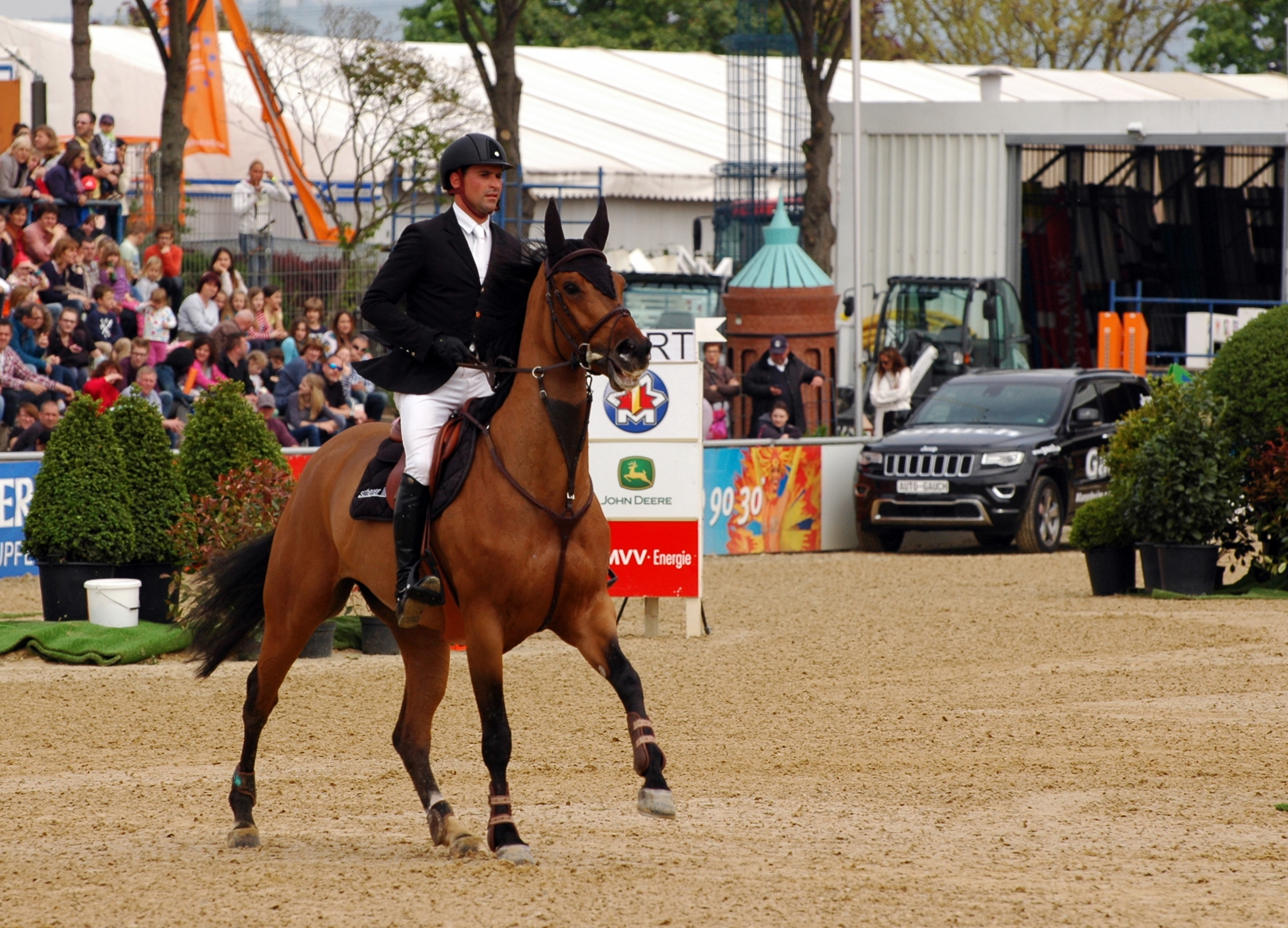

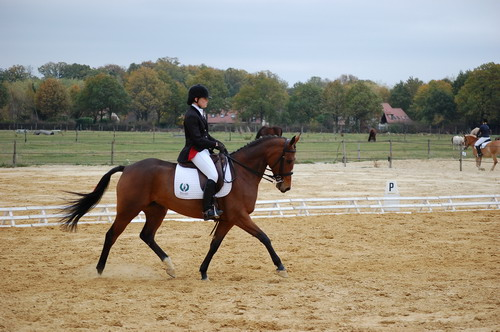
Ngựa Ăng lê Ả rập trên đường đua

Khi còn trường đua Phú Thọ, người ta thống kê có khoảng 1.200 con ngựa tham gia đua. Tính cả ngựa giống, ngựa đẻ và ngựa con thì đàn ngựa ở Thành phố Hồ Chí Minh, Long An và các tỉnh lân cận khi ấy vào khoảng 4.000 con. Tuy nhiên, gần đây, số ngựa đua chỉ còn lại khoảng trên 250 con Khi còn trường đua Phú Thọ, người ta thống kê có khoảng 1.200 con ngựa tham gia đua. Tính cả ngựa giống, ngựa đẻ và ngựa con thì đàn ngựa ở Thành phố Hồ Chí Minh, Long An và các tỉnh lân cận khi ấy vào khoảng 4.000 con. Theo thống kê gần đây, số ngựa đua chỉ còn 266 con. Trước đây, một con ngựa có giá trung bình bằng năm con bò, giờ một con bò bằng ba con ngựa Từ hàng nghìn con ngựa đua chỉ còn lại hơn 200 con.
Hiện nay số ngựa đua ở Việt Nam đã bị làm thịt gần hết vì những người chủ của nó không đủ kinh phí nuôi Bây giờ, sau nhiều năm trường đua đóng cửa, nhiều người bỏ nghề, số ngựa cũng chẳng còn là bao, nhưng nơi đây vẫn có những người bám trụ với nghề nuôi ngựa đua. Khi Trường đua ngựa Phú Thọ đóng cửa, nơi đây đã trở thành bãi cỏ hoang, hay ao câu cá. Người dân nuôi ngựa đua như người chơi xổ số, lô tô cuối ngày khi tin trắng bảng. Nhiều con ngựa ở Long An có giá 200 triệu, sau một đêm ngủ dậy chỉ còn 40 triệu. Đó là gặp khách chơi ngựa, gặp khách thịt ngựa thì chỉ còn giá bằng con bò
Trước đây, trường đua Phú Thọ vẫn còn diễn ra những cuộc đua ngựa trong sự cổ vũ của hàng vạn người với những chú tuấn mã tranh tài quyết liệt. Tuy nhiên, môn thể thao này đã lùi vào dĩ vãng khi trường đua này bị đóng cửa vào năm 2011, và những nhà chú ngựa đua này đang đứng trên đà tuyệt diệt. Hiện nay số ngựa đua ở Việt Nam đã bị làm thịt gần hết vì những người chủ của nó không đủ kinh phí nuôi. Còn những người có thể duy trì việc nuôi ngựa thì cũng không biết mình sẽ gắn bó với ngựa đến lúc nào Những người nuôi ngựa đua chân chính rơi vào cảnh lao đao, thất nghiệp. Cả cơ nghiệp trông vào đàn ngựa đua, hàng trăm con ngựa giống, ngựa đua có trị giá trăm triệu đồng bỗng dưng thất sủng. Con thì bị người nuôi bán giá giết thịt, con thì bán làm phu xe kéo.
Khi trường đua Phú Thọ giải tán, các giải đua không còn được tổ chức, số lượng ngựa vì vậy cũng hao mòn dần. Số lượng ngựa còn lại ở vùng Long An, Hồ Chí Minh chỉ khoảng 400 con, trong vòng ba năm đóng cửa trường đua Phú Thọ có hơn 3.000 con ngựa đua bị giết thịt ở các lò mổ. Tình trạng này vẫn chưa chấm dứt, khi nhiều con ngựa đua vẫn đang bị giết thịt dần vì chủ của nó không đủ kinh phí để nuôi. Cảnh quen thuộc vào buổi sáng, tại một lò mổ ngựa ở xã Xuân Thới Sơn, huyện Hóc Môn là những con ngựa đua xấu số bị trói chân đứng ngoan ngoãn bên gốc cột. Chủ của nó đã không thể tiếp tục nuôi do quá khó khăn. Chiếc búa vung lên vào đầu làm con vật to lớn khuỵu xuống, ngựa bị giết thịt, nó ngục xuống, máu chảy khắp nền nhà, đôi mắt mở to sòng sọc nhìn trân trân một hướng. Từ khi trường đua Phú Thọ đóng cửa, đã có hàng ngàn con ngựa bị như thế vì giá ba con ngựa bằng một con bò.
Một số gia đình đã từ bỏ, một số do yêu thích, coi đây là thú vui tuổi già nên vẫn giữ lại những con có thành tích để duy trì nòi giống. Đàn ngựa đua nay thành ngựa đứng. Trước, còn đua thì ngựa nuôi ngựa và nuôi người. Nhiều con đã phải tháo yên, tìm đường vào nồi "thắng cố" (lẩu ngựa). Một số bán cho các tỉnh như Lâm Đồng, Bình Thuận, Kiên Giang làm ngựa cưỡi trong các khu du lịch Nhiều người ở làng ngựa vẫn cầm cự nuôi ngựa chờ đợi trường đua. Người ta mong ngóng một trường đua mới và họ quyết tâm giữ ngựa
Thời gian qua, một số địa phương muốn triển khai dự án đầu tư trường đua ngựa ở Việt Nam, chẳng hạn dự án Thiên Mã-Madagui ở xã Đạ Oai, huyện Đạ Hoai, Lâm Đồng; dự án cá cược đua ngựa tại Đại Lãi, thị xã Phúc Yên, Vĩnh Phúc, dự án trường đua ngựa và Câu lạc bộ đua ngựa tại xã Thanh Tâm, Bình Phước Một công ty ở Long An cùng chung ý tưởng nên đã cùng ông tập hợp các chủ ngựa để thống kê ngựa đua trong ba ngày. Đồng thời đơn vị này cũng triển khai xây dựng một đường piste ở Đức Hòa, Long An để các chủ ngựa có sân chơi cho ngựa tập dượt và đua giải trí với nhau, chờ ngày có sân chơi chuyên nghiệp. Trước đó, ngày nào cũng có thương lái tìm đến chuồng ngựa hỏi mua ngựa thịt nhưng nay đã bớt nhiều. Không những thế, một số chủ ngựa còn mua thêm ngựa
Tại Thành phố Hồ Chí Minh, ông Baudron đứng ra tập hợp những người còn đam mê với nghề trong vùng lại để xin phép thành lập "Hội thể dục thể thao ngựa đua", đồng thời mượn đất để tổ chức một đường đua tập dượt. Đã có hơn 200 chủ ngựa đăng ký tham gia hội. Còn đường đua tuy chỉ là nơi để những chú ngựa tập dượt cho đỡ chồn chân, nhưng cũng là cách để ông động viên không bán ngựa cho các lò mổ. Những con ngựa đua đều thuộc dòng giống cao quý, nó sinh ra để tung vó kiêu hãnh, giá trị của nó nằm ở những lần vươn lên giành chiến thắng, là tinh thần nó mang lại chứ không chỉ là thân xác nó
Người dân Đức Hòa có truyền thống nuôi ngựa đua từ lâu, huyện có tổ chức buổi đua ngựa phong trào, bà con đến xem, hiện đang tiến hành các thủ tục để thành lập hội đua ngựa cấp huyện. tuy ngựa đua chủ yếu là ngựa thồ, để làm việc là chính nhưng việc tổ chức đã góp phần duy trì môn thể thao này, mang lại niềm vui lớn cho giới đua ngựa. Một số nơi như quận 2 có câu lạc bộ cưỡi ngựa nằm trên đường Lê Văn Thịnh được mở ra nhiều năm nay để phục vụ cho giới trẻ học cưỡi là chính và thu hút đa phần là học sinh từ các trường học trong thành phố. Những hoạt động này ít nhiều cũng giúp cho người nuôi ngựa thấy vui và những con ngựa lại được thỏa sức tung vó trên trường đua sau nhiều năm bỏ nghề
Có một người vẫn gắn bó với nghề nuôi ngựa đua dù trường đua Phú Thọ đã bị giải tán. Tại ấp Thạnh Trung, xã Thạnh Tây, huyện Tân Biên, tỉnh Tây Ninh, còn có trang trại ngựa quy tụ toàn "chiến mã" vang bóng một thời ở trường đua Phú Thọ là trại ngựa sáu Hòa. Trại này con xuống trường đua Phú Thọ mua thêm mấy con mang về nuôi. Trong quá trình nuôi, chủ trại con tìm những nơi có ngựa tốt để phối giống cho chúng, mong có thêm một thế hệ chiến mã, những chú ngựa con được sinh ra ở trang trại và con nào cũng cao lớn và chạy giỏi. Khi chúng được 4 năm tuổi có các chuyên gia huấn luyện ngựa ở trường đua Phú Thọ về nhận diện và cùng với chủ nhân đặt tên gọi cho mỗi con ngựa. Những chú ngựa đua nhân giống ra đều được bán ngược về cho các tay đua ngựa ở trường đua Phú Thọ hoặc bán cho một vài người nuôi ngựa đua như một thú vui hoặc để kéo xe thổ mộ, còn bán sang cả Campuchia những con ngựa đẹp cho những gia đình khá giả làm kiểng.